# BLS AG RABe528形電車
BLS AG RABe528形電車（BLS AG RABe528がたでんしゃ）は、スイスの鉄道事業者であるBLS AGが所有する電車。スイスの鉄道車両メーカーであるシュタッドラー・レールが展開する鉄道車両ブランドである「FLIRT」の1車種で、「モダン、革新的、コンパクトな汎用列車（moderner, innovativer, kompakter Allroundzug）」の略称である「MIKA」という愛称を有する。

## 概要

### 共通事項
2017年、BLS AGは旧型車両（RBDe565形電車、RDBe566形電車、Re420形電気機関車＋EW III形客車）の置き換えを目的としてシュタッドラー・レールとの間に新型電車を導入する契約を交わし、2018年に52編成、2020年に6編成を発注し、更に2024年にも新たに長距離系統の新設に向けて7編成の追加発注が実施された。これらを受けてシュタッドラー・レールが製造するのが、「FLIRT」の1車種にあたるRABe528形電車である。
最高速度160 km/hの6車体連接車で、軽量アルミニウムを用いた車体を有する。郊外区間での運用を考慮し、動力台車は先頭車体の車端部に加えて連節部分にも設置されており、加速度の向上が図られている。車両の開発にあたっては利用客の代表者や障碍者団体が関与しており、低床構造や大きな窓、各座席に設置された充電用コンセント、スマートフォンや携帯電話の電波受信状態の改善などに活かされている他、電力コンバータを屋根上に設置する事で車内スペースがより広くなっている。また、RABe528形はシュタッドラー・レールが開発したETCSに適合した列車制御システム「GUARDIA」が初めて採用された形式であり、車両の位置や速度などのデータは運転台だけではなく管制センターにも送信されるようになっている。

### 車種
RABe528形は使用する列車に応じて以下の2種類の車種が存在する。

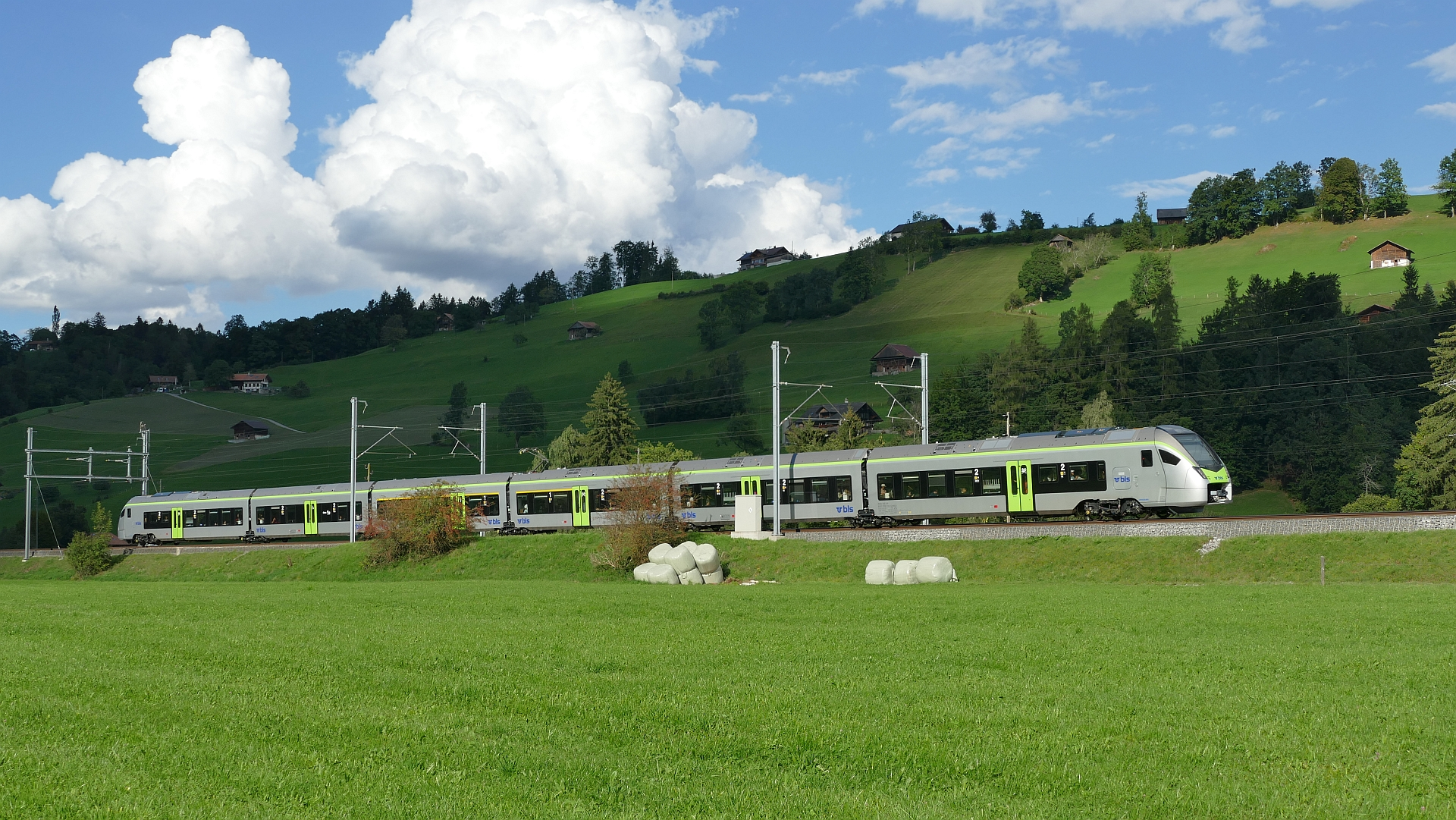
"MIKA RE"（2022年撮影）

- MIKA RE（100番台） - BLS AGの快速列車にあたる「レギオエクスプレス（RegioExpress）」用の編成。2023年時点で30編成（101 - 130）が導入されている他[注釈 2]、2025年までに7編成が増備される事になっている。着席定員や1等座席が多く確保され、車内には自動販売機エリアも設置されている。乗降扉の数は各車体に1箇所となっている[1][2]。

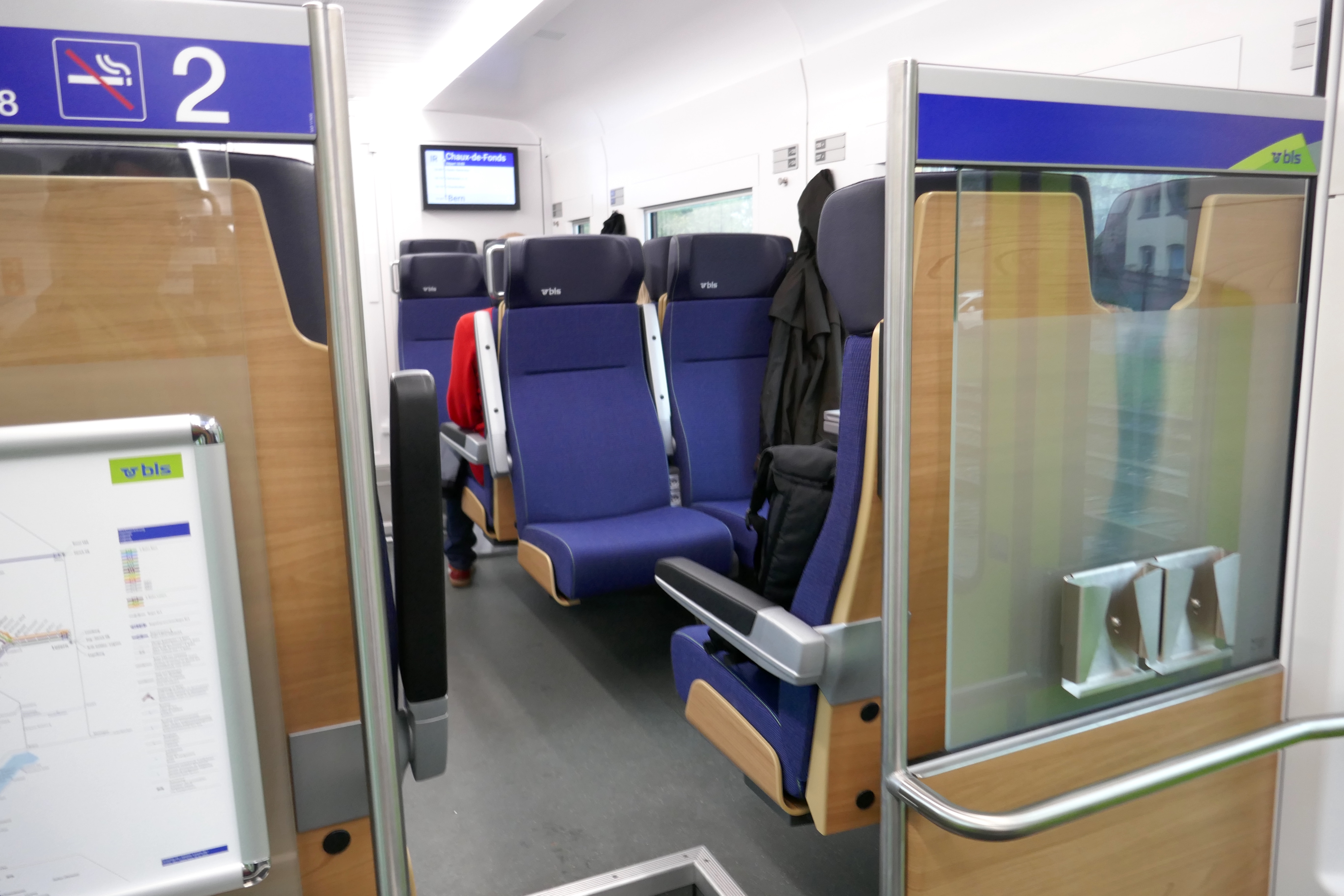
車内
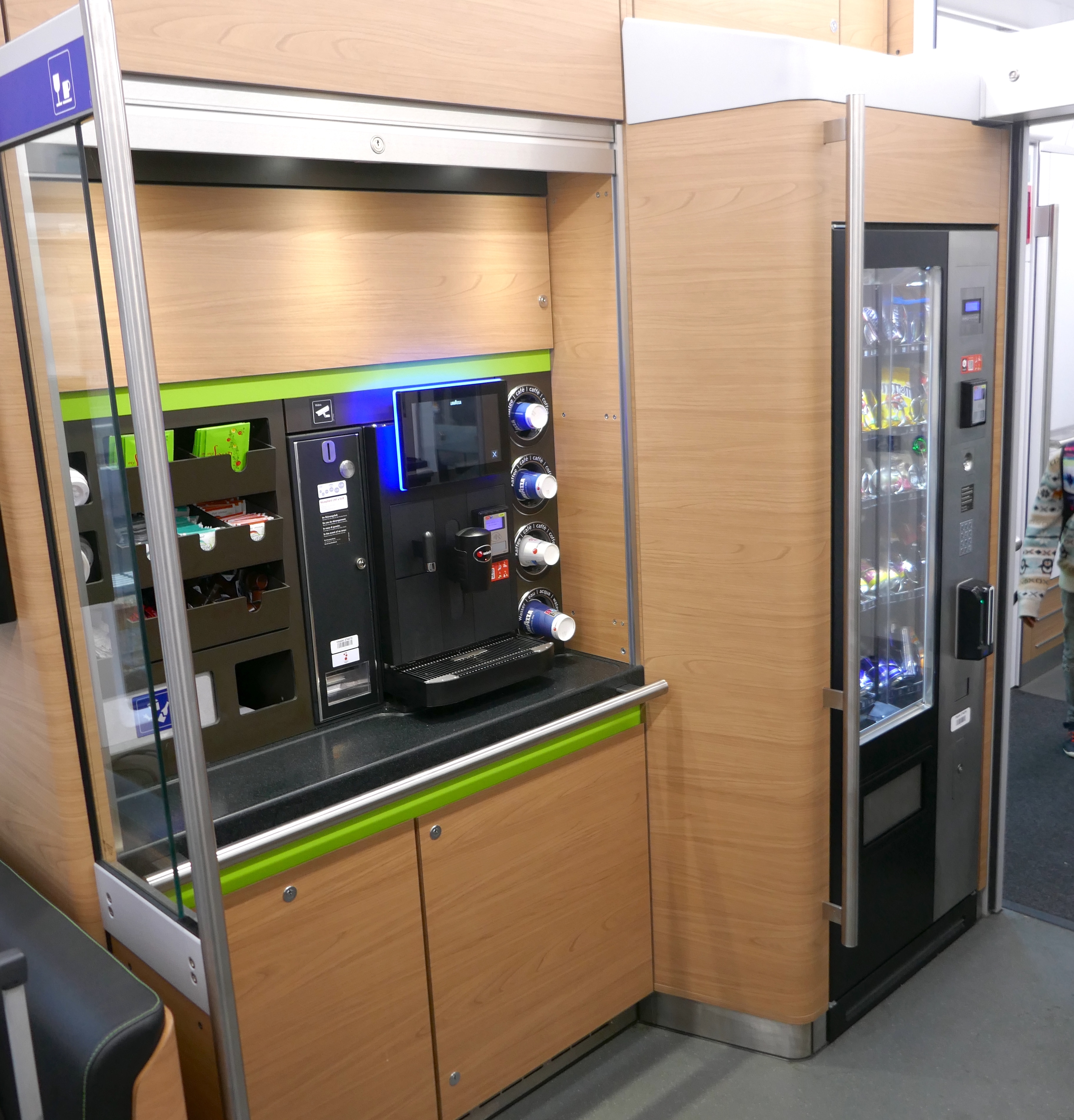
車内（自動販売機・ドリンクバー）

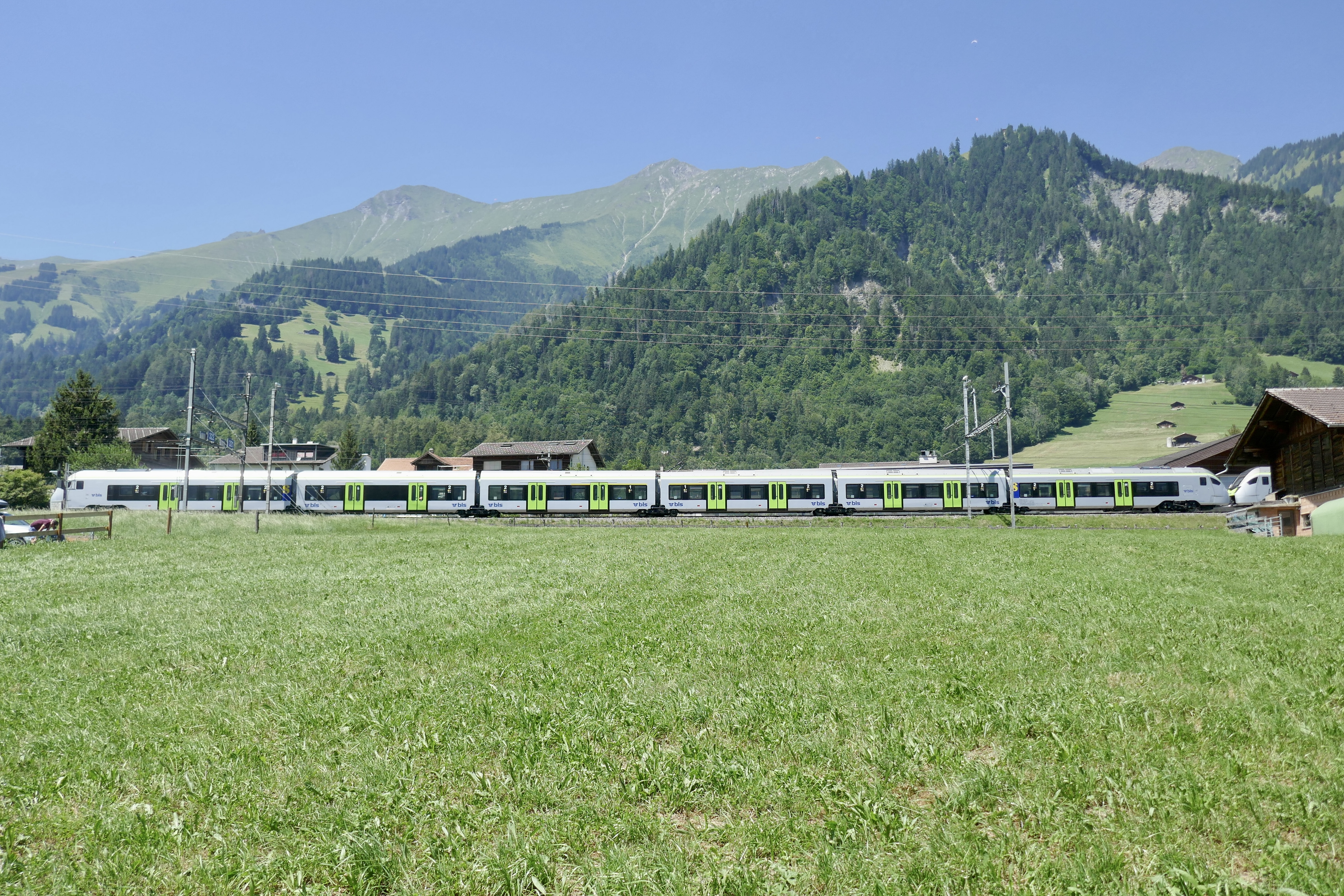
"MIKA Sバーン"（2022年撮影）

- MIKA Sバーン（200番台） - BLS AGの普通列車にあたる「Sバーン（S-Bahn）」用の編成。28編成（201 - 228）が製造される。「MIKA RE」と比較して座席数が少なく、立席スペースや折り畳み座席を含んだフリースペースが多く確保されている。乗降扉は各車体に2箇所設置されている[1]。

## 運用
RABe528形は2020年に最初の車両が公開され、まず2021年5月から2023年までに「MIKA RE」の1次発注分の30編成が営業運転に投入された。続けて2023年から2025年にかけて「MIKA Sバーン」の導入が実施される他、2025年12月に実施される新規の長距離系統新設に合わせて「MIKA RE」のうち2次発注分の7編成が導入される予定となっている。

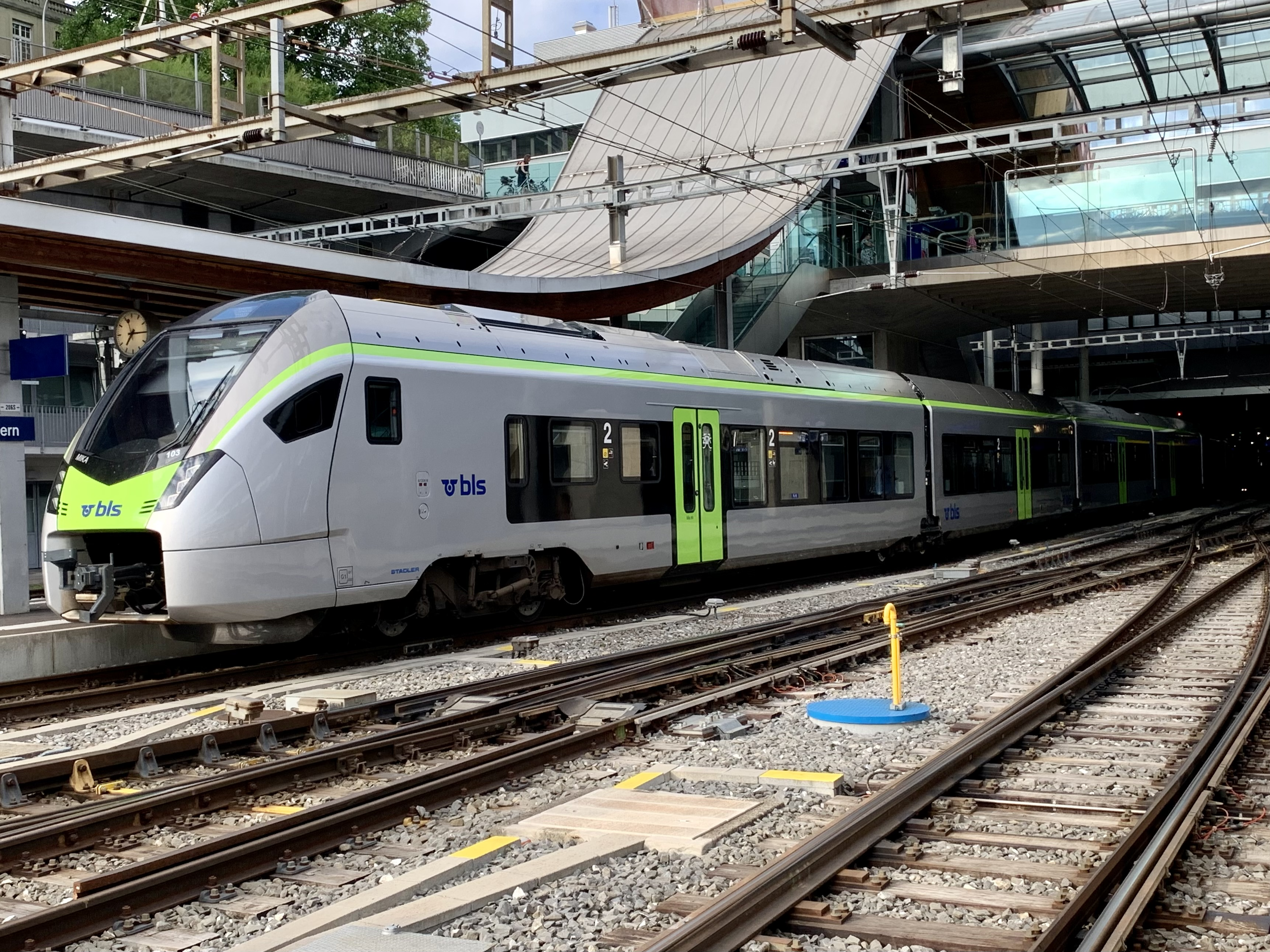
528 103編成（2022年撮影）
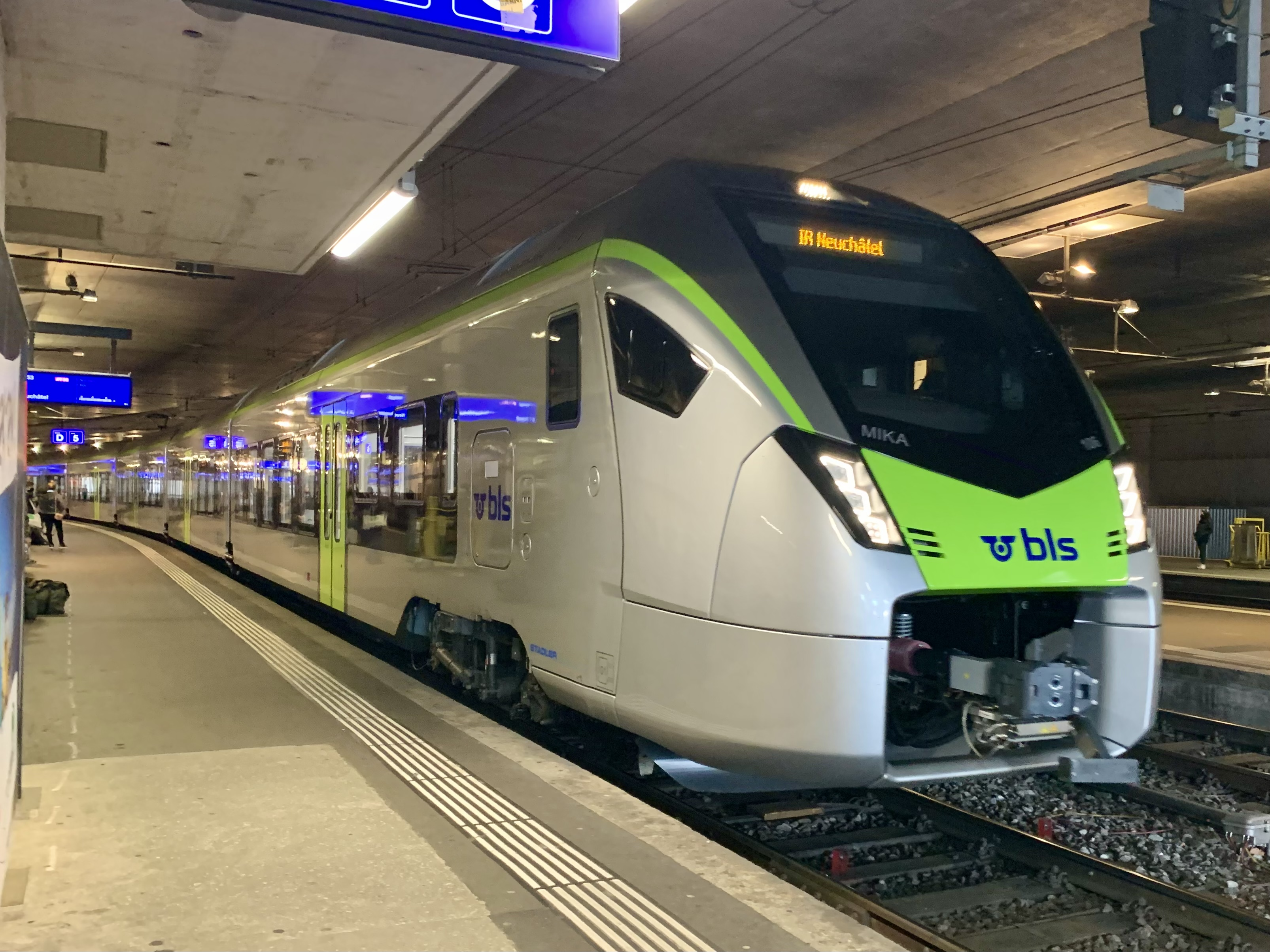
528 106編成（2021年撮影）
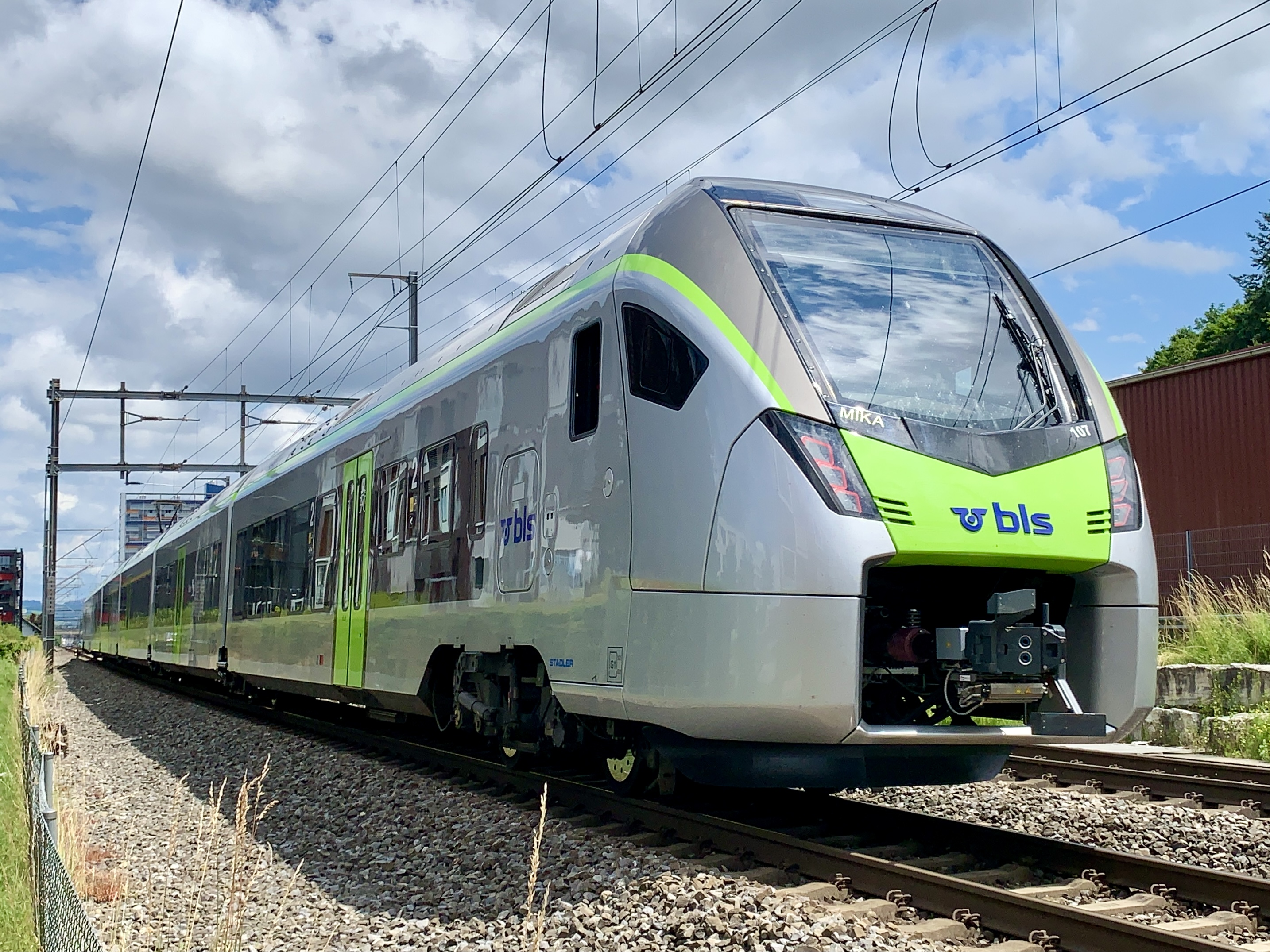
528 107編成（2021年撮影）
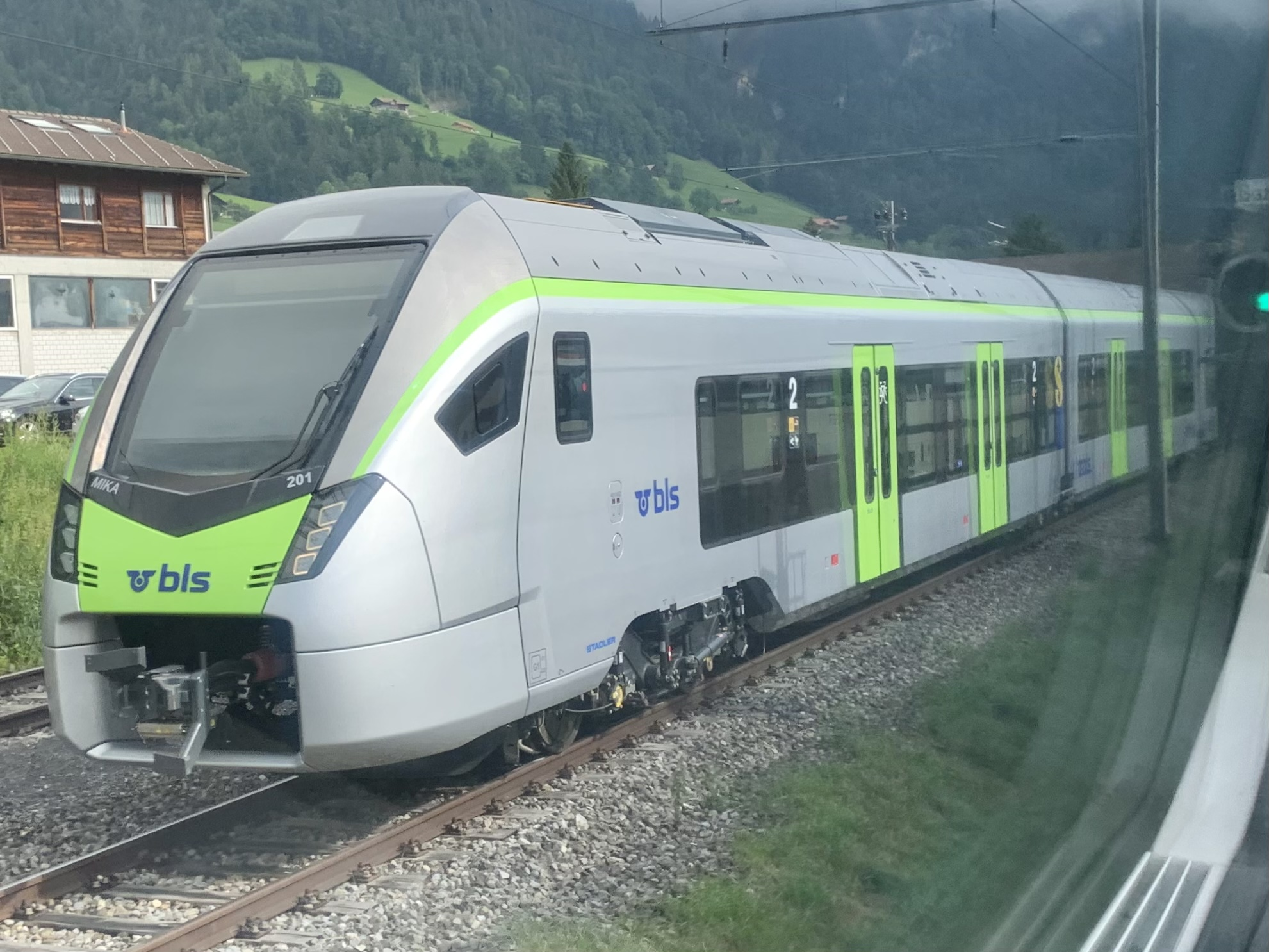
528 201編成（2022年撮影）

## 編成愛称
RABe528形のうち、一部の編成にはイベントの開催や改修工事などにちなんだ駅の愛称が付けられている。
- ラ・ショー＝ド＝フォン（La Chaux-de-Fonds）（528 111編成）
- フルティゲン（ドイツ語版）（Frutigen）（528 114編成）
- ブリーク（Brig-Glis）（528 117編成）
- コムーネ・ディ・ヴァルツォ（Comune di Varzo）（528 118編成）
- チッタ・ディ・ドモドッソラ（Città di Domodossola）（528 119編成）
- アーレンバッハ・イン・ジンメンタール（ドイツ語版）（Erlenbach im Simmental）（528 122編成）
- ボルティゲン（ドイツ語版）（Boltigen）（528 123編成）
- ノイエネッグ（ドイツ語版）（Neuenegg）（528 202編成）

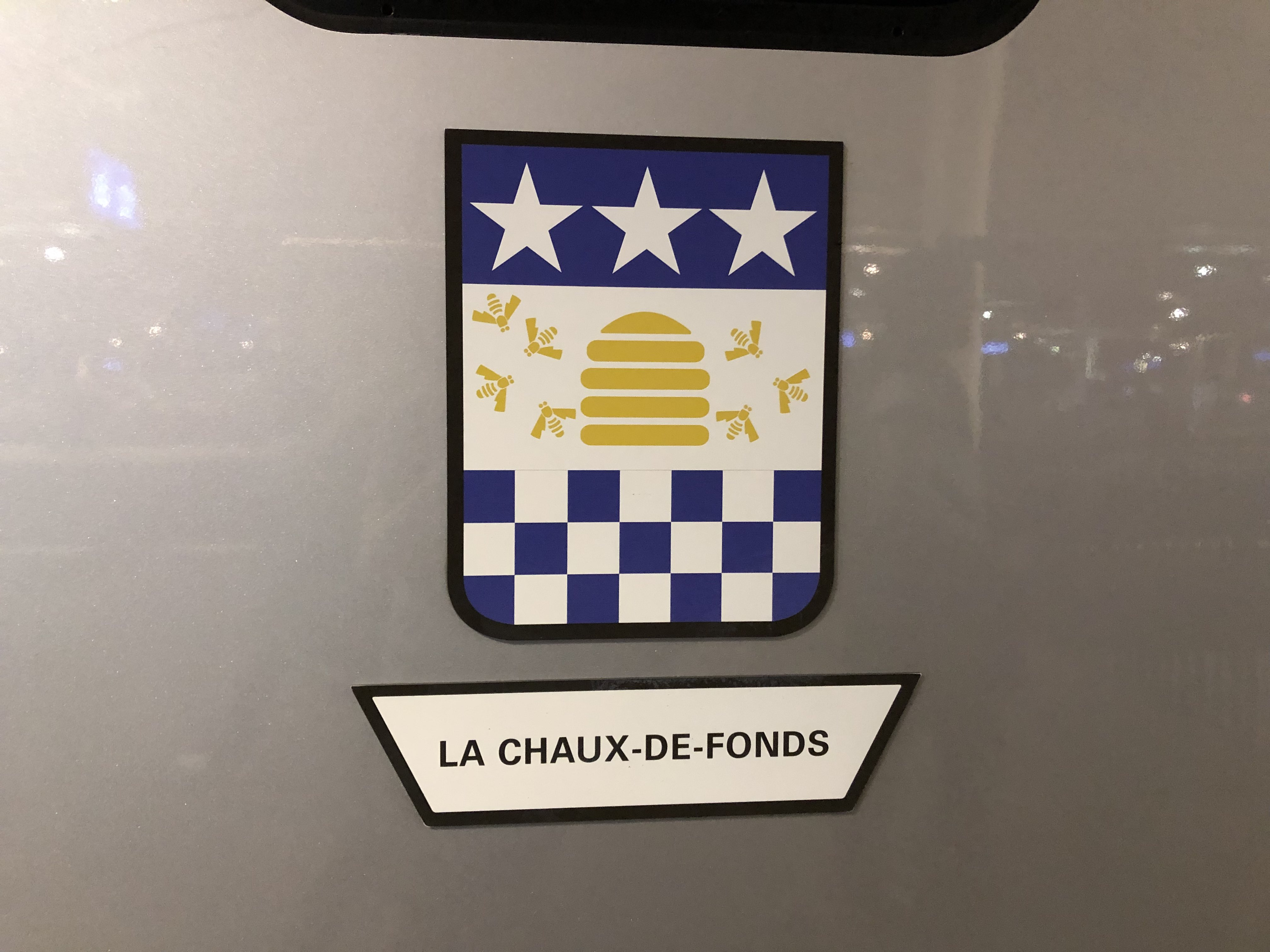
"ラ・ショー＝ド＝フォン"
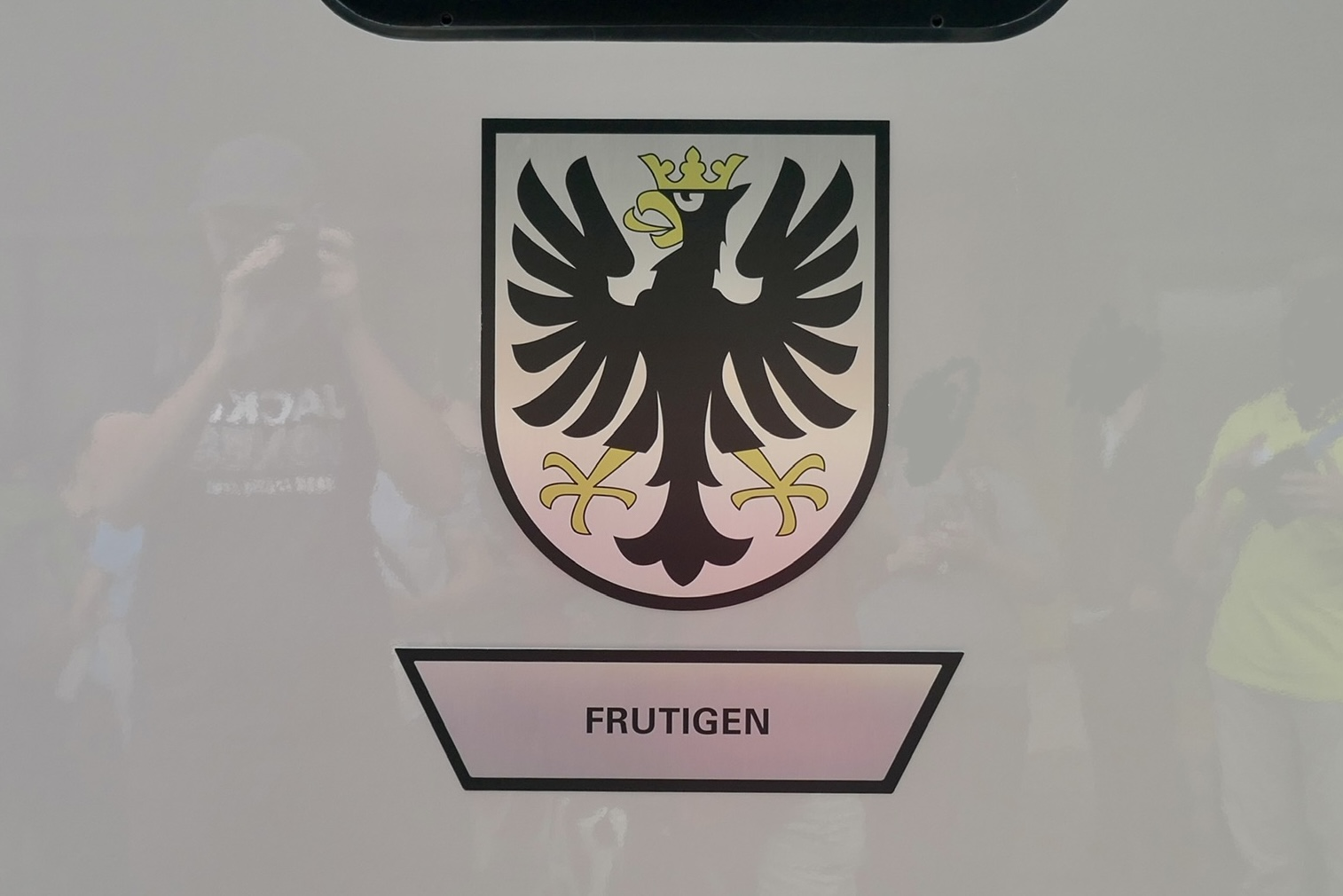
"フルティゲン"
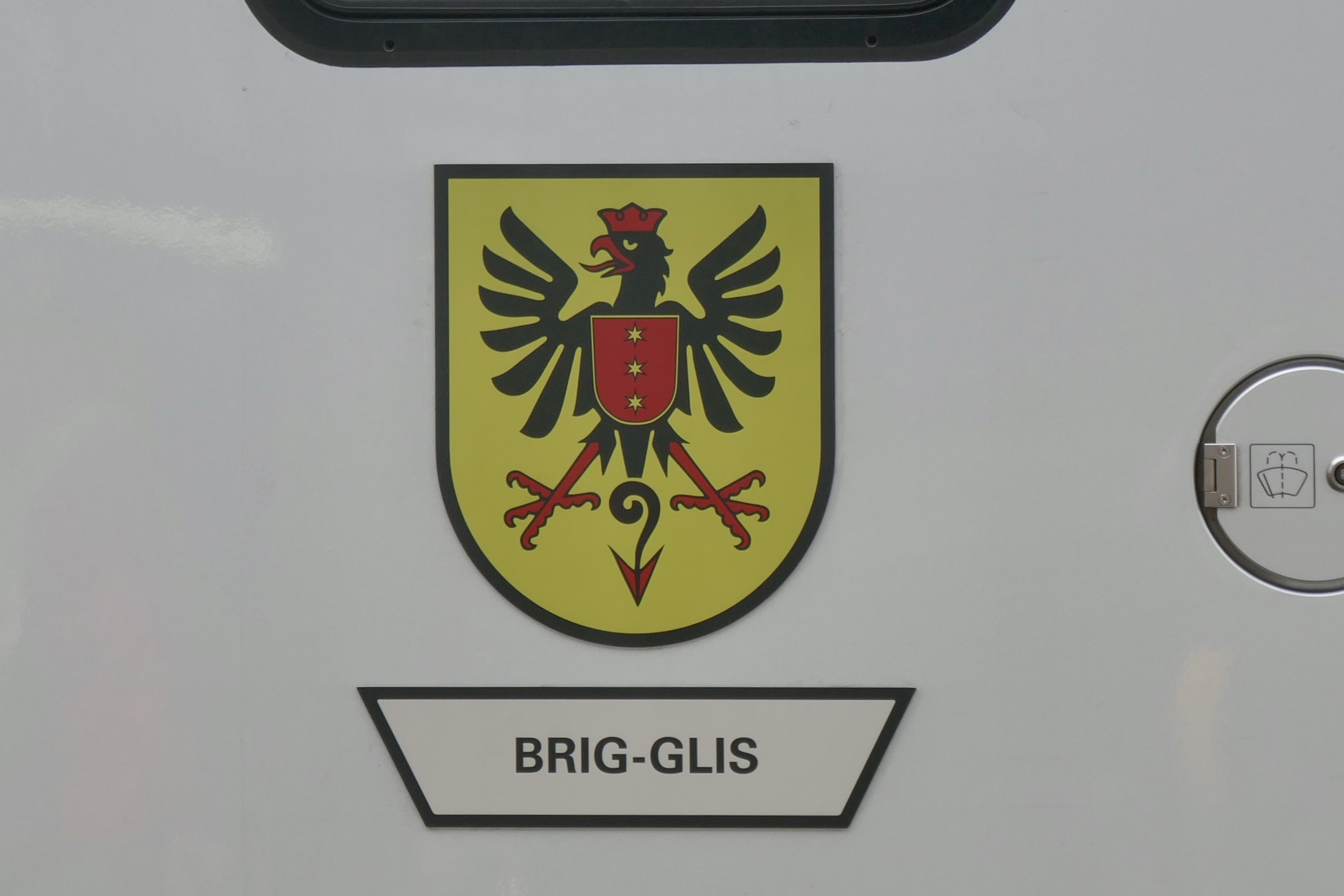
"ブリーク"
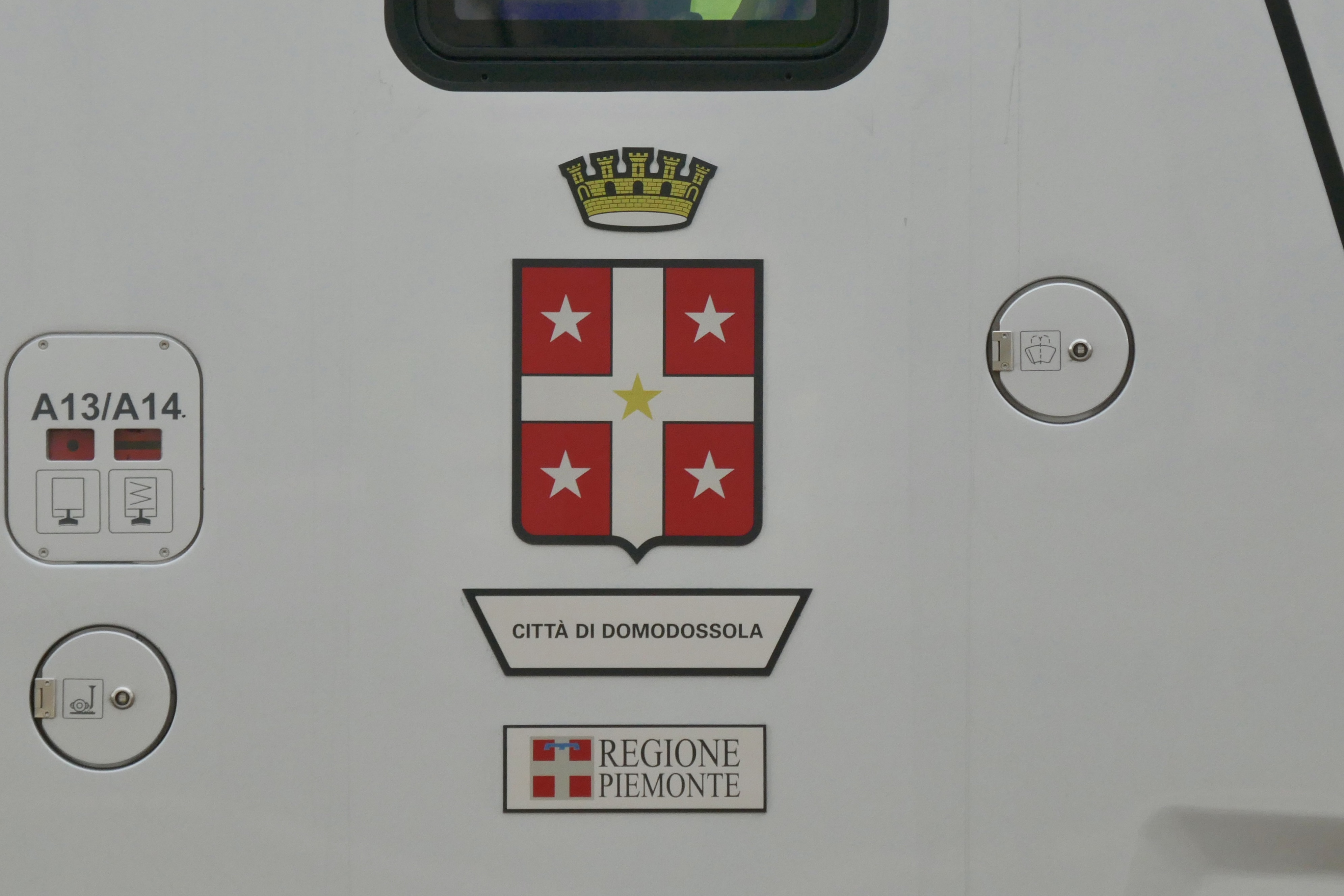
"コムーネ・ディ・ヴァルツォ"
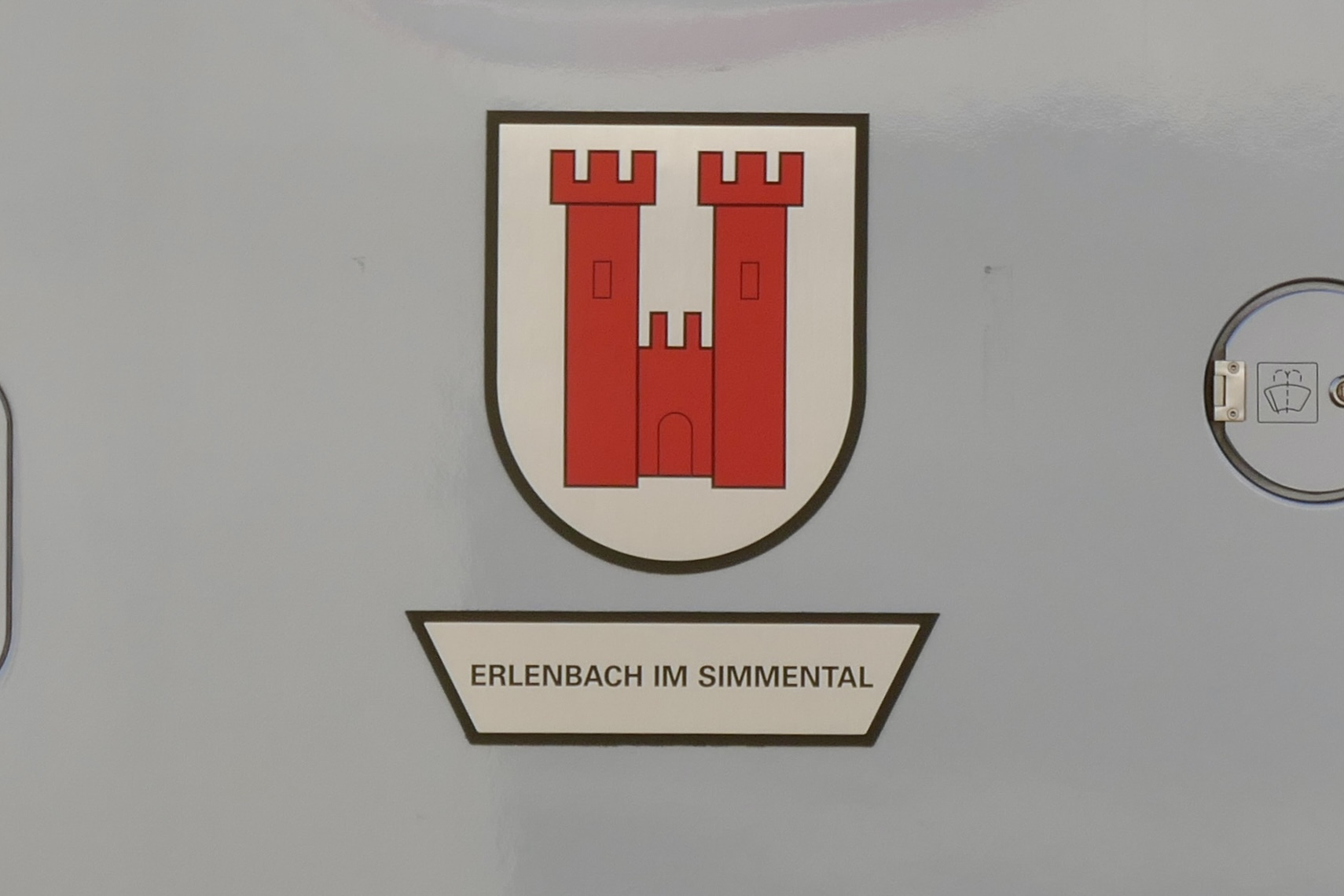
"アーレンバッハ・イン・ジンメンタール"
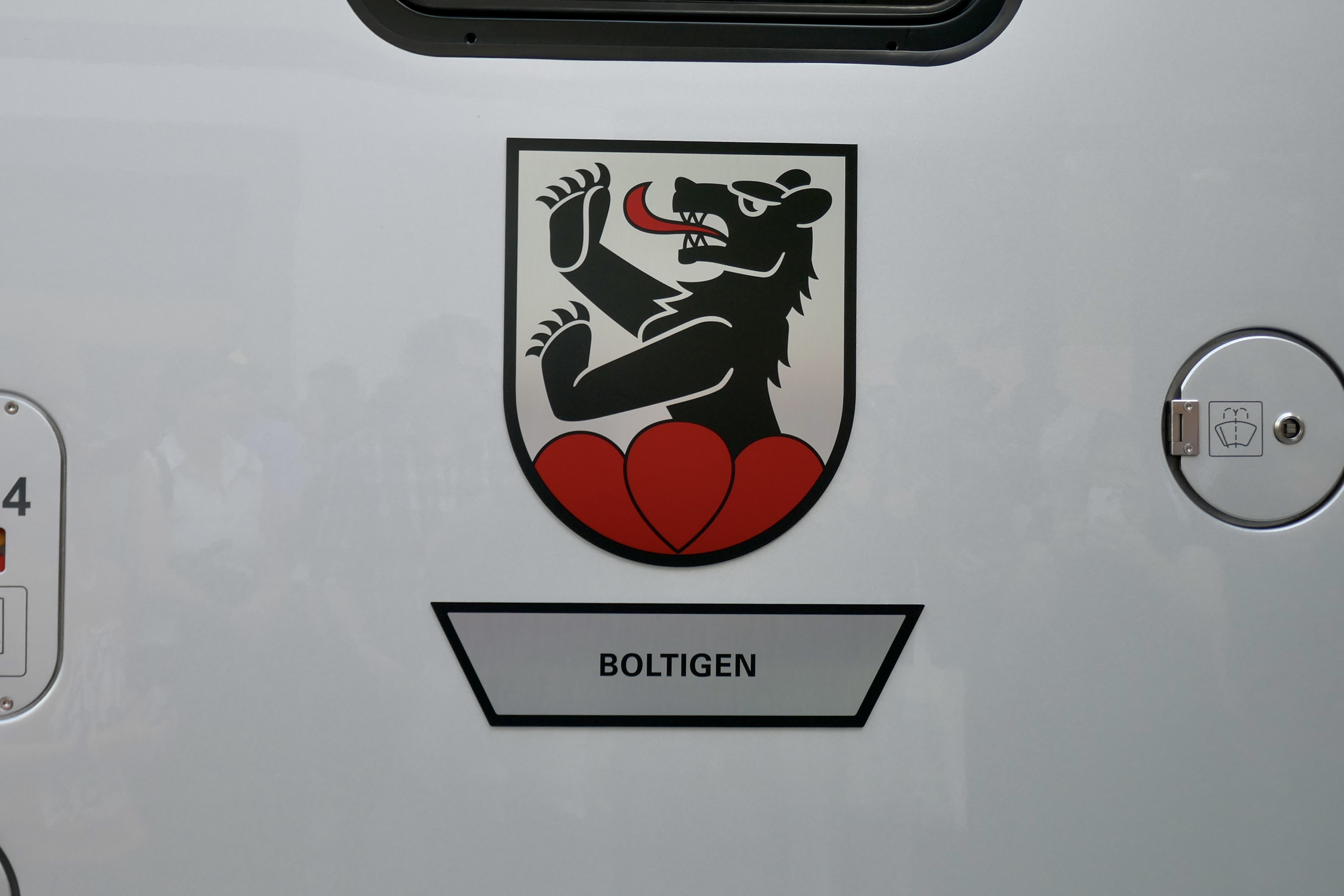
"ボルティゲン"
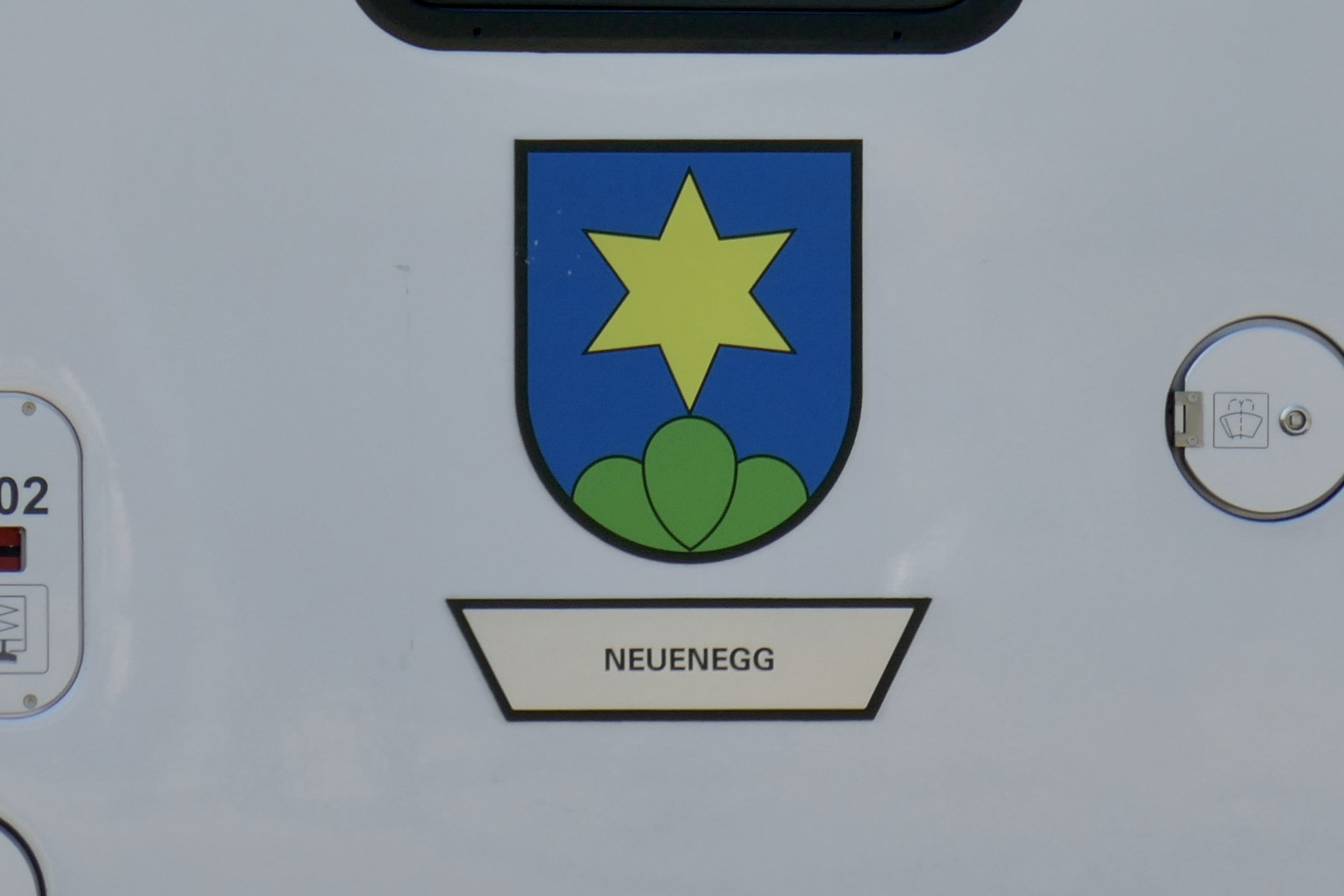
"ノイエネッグ"